# Доџвил (Висконсин)
Доџвил (енгл. Dodgeville) град је у америчкој савезној држави Висконсин.

## Демографија
По попису из 2010. године број становника је 4.693, што је 473 (11,2%) становника више него 2000. године.
| Група             | 2000.         | 2010.         |
| Белци             | 4.127 (97,8%) | 4.491 (95,7%) |
| Афроамериканци    | 15 (0,4%)     | 25 (0,5%)     |
| Азијати           | 25 (0,6%)     | 45 (1,0%)     |
| Хиспаноамериканци | 18 (0,4%)     | 84 (1,8%)     |
| Укупно            | 4.220         | 4.693         |